# Джералдін (Алабама)
Джералдін (англ. Geraldine) — місто (англ. town) в США, в окрузі Декальб штату Алабама. Населення — 910 осіб (2020).

## Географія
Джералдін розташований за координатами 34°21′33″ пн. ш. 86°0′11″ зх. д. / 34.35917° пн. ш. 86.00306° зх. д. (34.359264, -86.003004).  За даними Бюро перепису населення США в 2010 році місто мало площу 10,17 км², з яких 10,14 км² — суходіл та 0,03 км² — водойми.

## Демографія
Згідно з переписом 2010 року, у місті мешкало 896 осіб у 380 домогосподарствах у складі 241 родини. Густота населення становила 88 осіб/км².  Було 429 помешкань (42/км²).
Расовий склад населення:
| - 93,5 % — білих - 3,7 % — корінних американців - 0,3 % — чорних або афроамериканців |

До двох чи більше рас належало 1,8 %. Частка іспаномовних становила 2,0 % від усіх жителів.
За віковим діапазоном населення розподілялося таким чином: 23,4 % — особи молодші 18 років, 56,2 % — особи у віці 18—64 років, 20,4 % — особи у віці 65 років та старші. Медіана віку мешканця становила 40,1 року. На 100 осіб жіночої статі у місті припадало 88,2 чоловіків;  на 100 жінок у віці від 18 років та старших — 84,4 чоловіків також старших 18 років.
Середній дохід на одне домашнє господарство  становив 54 036 доларів США (медіана — 42 292), а середній дохід на одну сім'ю — 61 895 доларів (медіана — 56 063). Медіана доходів становила 37 833 долари для чоловіків та 31 406 доларів для жінок. За межею бідності перебувало 13,8 % осіб, у тому числі 11,5 % дітей у віці до 18 років та 7,5 % осіб у віці 65 років та старших.
Цивільне працевлаштоване населення становило 388 осіб. Основні галузі зайнятості: освіта, охорона здоров'я та соціальна допомога — 27,6 %, виробництво — 17,0 %, роздрібна торгівля — 9,3 %, транспорт — 9,0 %.